# Ланзина, Ева Ворша

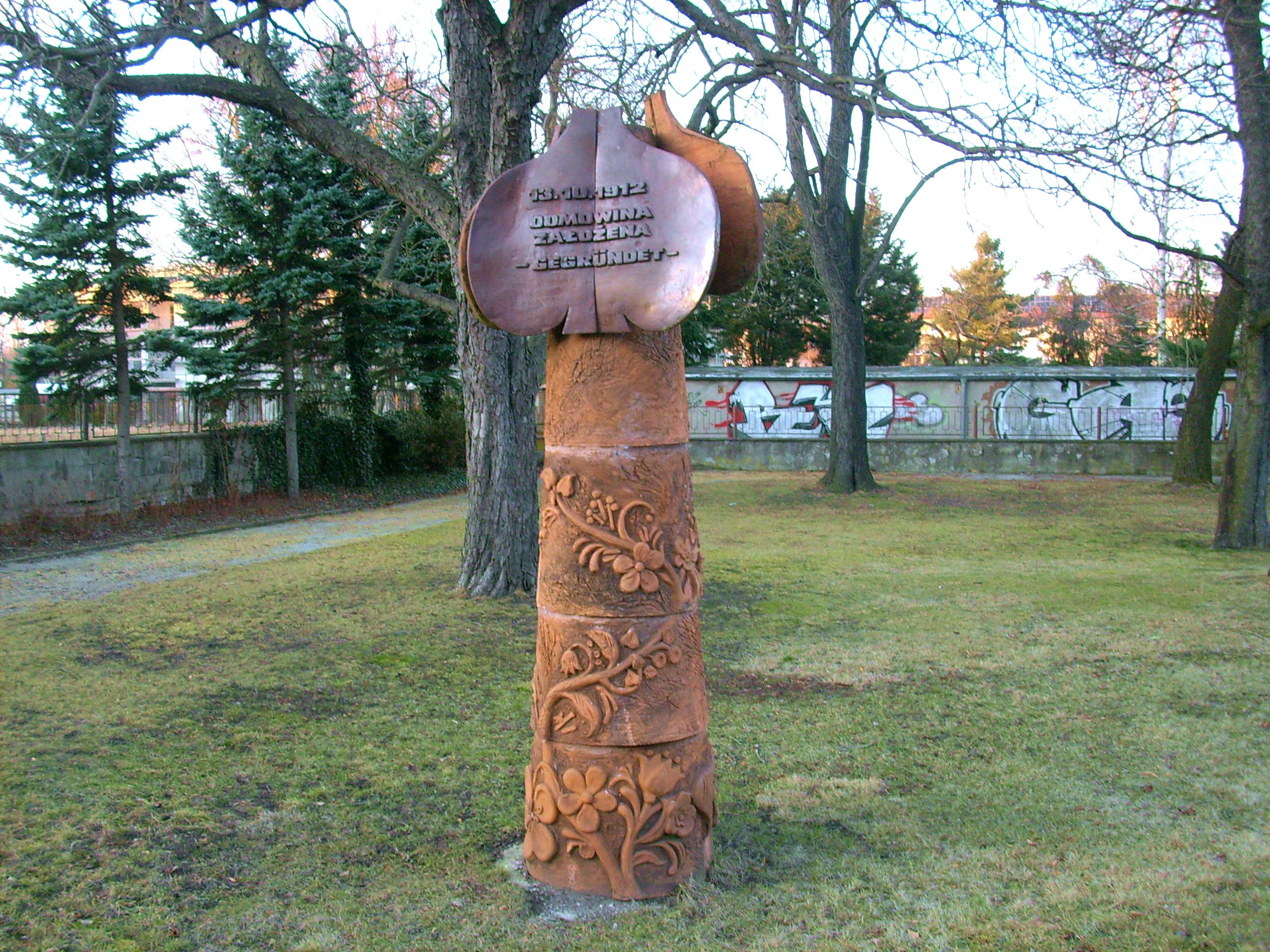
Памятник, посвящённый созданию в 1912 году «Домовины», Хойерсверда, Германия

Е́ва Во́рша Ла́нзина, немецкий вариант — Ева-Урсула Ланге (в.-луж. Jěwa Wórša Lanzyna, нем. Eva-Ursula Lange, 11 сентября 1928, Нидеркайна, Саксония — 20 декабря 2020) — лужицкая художница и график.

## Биография
Родилась 11 сентября 1928 года в лужицкой деревне Дельня-Кина в окрестностях города Будишина. После окончания средней школы с 1945 года по 1948 год обучалась изобразительному искусству в Гёрлице. С 1950 года обучалась в школе изобразительных искусств в Праге и с1951 года по 1956 год — в Высшей школе графики и изобразительных искусств в Лейпциге. С 1956 года по 1958 год работала иллюстратором. С 1958 года по 1968 год работала художницей в издательстве «Домовина». С 1962 года работала свободной художницей.
В 1974 году участвовала вместе с лужицкими художниками Мерчином Новаком-Нехорньским и Яном Буком на VII съезде Общества художников ГДР в Карл-Маркс-Штадте.
В 2003 году в честь её 75-летия Общество лужицких художников организовало во дворце Нешвица персональную выставку и фестиваль. В сентябре 2008 года в честь 80-летнего юбилея художницы в Сербском музее в Котбусе была организована выставка, посвящённая художнице, под названием «Sonderausstellung Weltsprache Wendisch — Schrifttum, Kunst».

## Произведения
- Скульптурная композиция Евы Ланзиной, посвящённая созданию «Домовины». Находится в сквере около Социального дома в городе Хойерсверда.

## Награды
- Лауреатка премии имени Якуба Чишинского (1984).